# 藤本俊
藤本俊（日语：／ Fujimoto Shun，1950年5月11日—），生于广岛县，日本男子竞技体操运动员，毕业于日本体育大学。他曾获得1976年夏季奥运会体操比赛男子团体全能金牌。